# Xã Willow, Quận Cherokee, Iowa
Xã Willow (tiếng Anh: Willow Township) là một xã thuộc quận Cherokee, tiểu bang Iowa, Hoa Kỳ. Năm 2010, dân số của xã này là 708 người.